# Gregory Fiennes (10e baron Dacre)
Gregory Fiennes, 10e baron Dacre (25 juin 1539, Hurstmonceaux, Sussex - 25 décembre 1594, Chelsea, Middlesex, Angleterre) est un courtisan anglais.

## Biographie
Il est le fils de Thomas Fiennes (9e baron Dacre) (vers 1515-1541) et de Mary Neville. Son père est reconnu coupable du meurtre d'un garde-chasse et pendu comme un criminel de droit commun à Tyburn en 1541, et à la suite de quoi la famille est dépouillée de ses terres et de ses titres par Henri VIII.
Au cours des années suivantes, sa mère se bat pour faire restaurer les propriétés au nom de ses enfants, et lors de son accession au trône en 1558, la reine Elizabeth rend le titre de baron Dacre à Gregory, son frère aîné Thomas étant mort de la peste à l'âge de 15 ans.
En 1565, il épouse Anne Sackville, fille de Richard Sackville et de Winifred Brydges. Ils ont une fille, Elizabeth, qui meurt jeune. Fiennes, sa femme et leur fille sont enterrés à Chelsea Old Church dans un magnifique tombeau en marbre.
Gregory Fiennes figure avec sa mère dans un portrait significatif de Hans Eworth. Il est remplacé par sa sœur Margaret Fiennes (11e baronne Dacre) (en).